# Диас, Элоиза
Элоиза Диас Инсунса (исп. Eloísa Inzunza; 25 июня 1866, Сантьяго — 1 ноября 1950, Осорно, Лос-Лагос) — чилийский врач. Стала первой студенткой-медиком, поступившей в Чилийский университет, и первой женщиной, ставшей доктором медицины в Южной Америке.

## Ранний период жизни
Родилась в Сантьяго, Чили. Ее родителями были Эулогио Диас Варас и Кармела Инсунса. Обучалась в школе Долорес Кабрера Мартинес, школе Исабель Ле Брун де Пиночет и в Национальном институте.
В 1880 году поступила в медицинскую школу Чилийского университета вскоре после того, как был принят закон, разрешающий женщинам получать высшее образование. Стала первой женщиной в Южной Америке, которая окончила университет и получила медицинскую лицензию. Окончила университет 27 декабря 1886 года и получила степень 3 января 1887 года. Написала диссертацию — Breves observaciones sobre la aparición de la pubertad en la mujer chilena y las predisposiciones patológicas del sexo («Краткие наблюдения за появлением полового созревания у чилийских женщин и их патологической предрасположенностью к сексу»).

## Карьера
В январе 1891 года начала работать в больнице Сан-Борха. С 1889 по 1897 год работала учителем и врачом в средней школе. В 1898 году стала школьным медицинским руководителем в Сантьяго и была повышена до школьного медицинского руководителя в Чили. Занимала эту должность более 30 лет.
В 1910 году приняла участие в Международном научном конгрессе по гигиене и медицине в Буэнос-Айресе, где её назвали «Выдающейся женщиной Америки».
В 1919 году вместе с Селиндой Арреги, Беатрис Летельер, Айрой Герреро де Соммервиль, Изаурой Динатор, Хуаной де Агирре Серда, Кармелой де Ласо и Фрезией Эскобар, она основала «Национальный совет женщин Чили», который активно участвовал в защите прав женщин.
В 1925 году вышла на пенсию. В 1950 году заболела и была помещена в больницу Сан-Висенте-де-Пауль, где умерла в возрасте 84 лет.

## Память
Больница в коммуне Ла-Флорида «Dra. Eloísa Díaz Insunza» была открыта в ноябре 2013 года.
25 июня 2018 года Google Doodle отметил её 152-й день рождения.